# Firetdoek
Firetdoek is in Nederland en België een stof die gebruikt wordt als plafonddoek (ook wel winkeldoek genoemd) tussen een bouwkundige achtergrond zoals een betonnen plafond/vloerplaat en een afwerksysteem er onder zoals houten latten.
Firetdoek is een zogenaamd non-woven doek van katoen met een sterk brandwerende en akoestische eigenschap die zichtbaar is tussen de houten latten als een diep zwarte naad. Daarmee heeft het ook een esthetische eigenschap.